# 7C Solarparken
Die 7C Solarparken AG (bis 2015: Colexon Energy AG, bis 2007: Reinecke + Pohl Sun Energy AG) ist ein deutsches Unternehmen der Energiewirtschaft im Segment Photovoltaik mit Sitz in Bayreuth. Der 7C Solarparken Konzern hat als Tätigkeitsschwerpunkt den Erwerb und Betrieb von Photovoltaikanlagen bei laufender Optimierung der Anlagen. Außerdem werden zur Errichtung von Photovoltaikanlagen geeignete Grundstücke erworben.

## Geschichte

### Reinecke + Pohl Sun Energy AG
Der Börsengang der Reinecke + Pohl Sun Energy AG (zuvor: Reinecke + Pohl Solare Energien GmbH, Unternehmensgründer: Jörn Reinecke und Gerd-Jürgen Pohl) mit Sitz in Hamburg, Deutschland erfolgte im März 2005. Die Reinecke + Pohl Sun Energy AG war zunächst im Bereich Projektentwicklung schlüsselfertiger Photovoltaikanlagen tätig.
Im Frühjahr 2005 wurde die Nastro Umwelttechnik GmbH, ein Systemanbieter schlüsselfertiger Photovoltaikanlagen für landwirtschaftliche und mittelständische Unternehmen für 8,6 Mio. Euro übernommen. Wenige Monate später wurde die Maaß Regenerative Energien GmbH, eine Planungs- und Vertriebsgesellschaft für Photovoltaikanlagen zu einem Kaufpreis von 10,4 Mio. Euro übernommen.
Ab September 2007 firmierten die beiden Unternehmensteile Nastro und Maaß unter Colexon GmbH. Auf der außerordentlichen Hauptversammlung am 18. Dezember 2007 wurde eine Umbenennung von Reinecke + Pohl Sun Energy AG in Colexon Energy AG beschlossen. Die Eintragung ins Handelsregister erfolgte am 25. Januar 2008.

### Colexon Energy AG

Ehemaliges Logo

Die Colexon Energy AG war zunächst in den Geschäftsbereichen Photovoltaik-Großhandel und Projektentwicklung, später auch im Solarkraftwerksbetrieb aktiv. Im Bereich Großhandel wurden unter anderem Solarmodule von First Solar und Masdar PV vertrieben. Im zweiten Halbjahr 2008 wurde der Betrieb von eigenen Solarparks stärker in den Fokus des Unternehmens gerückt, da in diesem Bereich größere Margen erzielt werden konnten. Ende 2008 wurden Pläne zur Verschmelzung der Colexon Energy AG mit ihrem Großaktionär, dem dänischen Solarparkbetreiber Renewagy A/S, zu einer Colexon SE bekannt. Im August 2009 wurde die Renewagy A/S mit einem Solarparkportfolio von 43 MWp schließlich übernommen, die geplante Fusion und Umbenennung erfolgte jedoch nicht.
Nach Kürzungen der Solarförderung geriet das Unternehmen ab 2011 in eine angespannte wirtschaftliche Lage. So halbierte sich beispielsweise der Umsatz im ersten Halbjahr 2011 im Vergleich zum Vorjahr. Im Zuge einer Restrukturierung wurden Standorte in Mainz und Imola geschlossen und zahlreiche Mitarbeiter entlassen.
Im weiteren Verlauf wurden in Projektgesellschaften gebündelte Solarparks verkauft, unter anderem an 7C Solarparken NV.
Das Solarparkportfolio der Colexon Energy AG betrug Ende 2013 etwa 67 MWp.

### 7C Solarparken NV
Das Unternehmen 7C Solarparken NV wurde Ende 2008 von Steven De Proost mit Sitz in Mechelen, Belgien als belgische Aktiengesellschaft gegründet. De Proost fungierte fortan als CEO der Gesellschaft. Das Solarparkportfolio der 7C Solarparken NV betrug Ende 2013 etwa 41 MWp.

### Verschmelzung zur 7C Solarparken AG
Im Dezember 2012 wurde erstmals Pläne zur Übernahme der 7C Solarparken NV durch die Colexon Energy AG bekannt. Dieses Vorhaben scheiterte zunächst im Februar 2013 auf einer außerordentlichen Hauptversammlung von Colexon an mangelnder Zustimmung der eigenen Aktionäre. Ein Jahr später, im April 2014, stimmten die Colexon-Aktionäre im zweiten Anlauf mit der erforderlichen Mehrheit für einen Einstieg bei 7C Solarparken NV. Es kam im weiteren Verlauf des Jahres zu einem sogenannten „umgekehrten Unternehmenserwerb“, bei dem die 7C Solarparken NV eine 100-prozentige Tochtergesellschaft der Colexon Energy AG wurde. Der Kaufpreis wurde jedoch durch eine Kapitalerhöhung bei Colexon und Ausgabe der neuen Aktien an die ehemaligen Aktionäre der 7C Solarparken NV erbracht. Hierdurch übernahmen die ehemaligen Aktionäre der 7C Solarparken NV eine deutliche Aktienmehrheit an der Colexon Energy AG. Als künftige Tätigkeitsschwerpunkte wurden der Besitz und Betrieb von Photovoltaikanlagen in Deutschland genannt.
Im Januar 2015 erfolgte die Umbenennung von Colexon Energy AG in 7C Solarparken AG. Zeitgleich wurde der Sitz des Unternehmens von Hamburg nach Bayreuth verlegt. Als Grund für die Standortverlagerung wurde die Nähe zu den im Besitz befindlichen Solarparks genannt.
Im Jahr 2017 wurde der letzte italienische Solarpark veräußert, das Unternehmen konzentriert sich seitdem auf den deutschen Markt. Im Frühjahr 2018 wurde der Photovoltaik-Projektentwickler Amatec übernommen.

## Kennzahlen
Jahreszahlen der 7C Solarparken AG
in Mio. EUR
| Kennziffer                 | 2005  | 2006  | 2007  | 2008   | 2009*  | 2010** | 2011   | 2012 | 2013  | 2014*** | 2015  | 2016  | 2017  | 2018  | 2019  | 2020 | 2021 | 2022 | 2023 |
| -------------------------- | ----- | ----- | ----- | ------ | ------ | ------ | ------ | ---- | ----- | ------- | ----- | ----- | ----- | ----- | ----- | ---- | ---- | ---- | ---- |
| Umsatzerlöse               | 52,58 | 62,21 | 85,37 | 142,75 | 188,10 | 196,01 | 94,83  | 25,9 | 11,63 | 14,55   | 25,36 | 30,29 | 32,99 | 40,32 | 43,12 | 50,6 | 56,2 | 85,8 | 69,8 |
| Rohergebnis (EBITDA)       | 7,62  | 7,90  | 13,21 | 28,02  | 47,30  | 38,33  | 16,45  | 18,1 | 12,39 | 16,73   | 24,90 | 27,94 | 29,86 | 35,08 | 38,12 | 42,9 | 48,6 | 74,7 | 61,6 |
| EBIT                       | 4,34  | -6,42 | 0,22  | 12,15  | 18,50  | -53,92 | -15,04 | 1,3  | 1,11  | 10,14   | 11,60 | 11,99 | 12,57 | 15,27 | 14,46 | 13,2 | 17,5 | 40,2 | 21,8 |
| Fehlbetrag/Überschuss      | 2,62  | -4,43 | -0,28 | 7,24   | 5,90   | -65,36 | -22,93 | -4,5 | -2,72 | 7,43    | 5,54  | 4,71  | 6,04  | 5,95  | 7,98  | 5,6  | 10,6 | 24,5 | 15,1 |
| Dividende pro Aktie in EUR | 0,00  | 0,00  | 0,00  | 0,00   | 0,00   | 0,00   | 0,00   | 0,00 | 0,00  | 0,00    | 0,00  | 0,00  | 0,10  | 0,11  | 0,11  | 0,11 | 0,11 | 0,12 | 0,06 |

* enthält erstmals die Renewagy
** bereinigt um Goodwillabschreibungen in Höhe von 63,4 Mio. betrug das EBIT 9,50 Mio. und der Jahresüberschuss −2,00 Mio.
*** Aufnahme der Colexon Energy AG in den Konsolidierungskreis der 7C Solarparken AG ab dem 9. September 2014

## Geschäftsfelder

### Solaranlagen
Das Unternehmen unterhält Solarkraftwerke in Deutschland und Belgien. Am Ende des Jahres 2016 umfasste das Anlagen-Portfolio eine Leistung von 100,5 MWp, welches pro Jahr ungefähr 102 GWh Energie produziert.
Ende 2023 umfasst das eigene Portfolio Anlagen mit einer Gesamtleistung von 459 MWp. Die meisten Anlagen stehen in den Bundesländern Bayern (35 % des Portfolios), Sachsen-Anhalt (14 %) und Mecklenburg-Vorpommern (8 %). Das Portfolio teilt sich in Freiflächenanlagen und Dachanlagen auf, wobei die Freiflächen 67 % der Gesamtfläche einnehmen.

### Windenergieanlagen
Seit 2019 gehören auch zwei Windenergieanlagen in Rheinland-Pfalz zum Portfolio. Die Gesamtkapazität der Anlagen liegt bei 5,9 MW.

### Betriebsführung für Dritte
Seit 2019 werden Anlagen mit insgesamt 48 MWp im Auftrag mehrerer Fondsgesellschaften betrieben.

### PV Estate
Das Unternehmen investiert zudem in Grundstücke und Gebäude, die mehrheitlich für die Erzeugung von Solarstrom genutzt werden. Hierdurch können Pachtkosten vermieden werden. Teilweise werden die Flächen auch an Dritte zum Betrieb von Solaranlagen verpachtet. Ende 2023 umfasste das Portfolio 199 ha.

## Stammdaten 7C Solarparken AG
| ISIN              | DE000A11QW68                                          |
| WKN               | A11QW6                                                |
| Art der Aktie     | nennwertlose Stückaktien                              |
| Ticker            | HRPK                                                  |
| Segment           | General Standard, regulierter Markt Frankfurt am Main |
| Land              | Deutschland                                           |
| Indizes           | CDAX, Prime All Share, Technology All Share           |
| Anzahl der Aktien | 79.847.983                                            |

## Eigentümerstruktur
| Anteil  | Anteilseigner             |
| ------- | ------------------------- |
| 78,64 % | Streubesitz               |
| 7,30 %  | Rodolphe de Spoelbrech    |
| 5,80 %  | Vlaamse Energieholding BV |
| 4,92 %  | Distri Beheer 21 NV       |
| 3,34 %  | Sufina BV                 |

(Stand 17. März 2023)